# أمغلاي (عوينة يغمان)
أمغلاي هي إحدى مشيخات المملكة المغربية، تتبع جغرافيا لإقليم آسا الزاك وإداريًا لعوينة يغمان. يقدر عدد سكانها بـ 547 نسمة حسب الإحصاء الرسمي للسكان والسكنى لسنة 2004.